# 3 (album Smolika)
3 – trzeci solowy, studyjny album Andrzeja Smolika. Został wydany 13 listopada 2006 roku.
Album 23 lutego 2007 uzyskał status złotej płyty.
Płyta dotarła do 6. miejsca listy OLiS w Polsce. Materiał był promowany teledyskiem do utworu "Close Your Eyes", który wyreżyserował Krzysztof Ostrowski.

## Lista utworów
1. "S.Dreams" - (7:25), wspólnie z zespołem SOFA
2. "Cmyk" - (4:44), śpiew - Victor Davies
3. "Cye (Close Your Eyes)" - (3:25), śpiew - Katarzyna Kurzawska
4. "50 Trees" - (4:09), śpiew - Artur Rojek, Novika
5. "Enjoy The Sound" - (4:10), śpiew - Mika Urbaniak
6. "U Missing" - (3:53), śpiew - Victor Davies
7. "Med 3" - (3:44), śpiew - Mika Urbaniak
8. "A Million Cheap Tricks" - (3:59), śpiew - Maya Singh
9. "V2" - (3:04), śpiew - Mika Urbaniak
10. "Sip" - (4:41), śpiew - Marsija
11. "Time Take" - (4:20), śpiew - Bogdan Kondracki, Karolina Kozak[4]